# Tukotuko murawowy
Tukotuko murawowy (Ctenomys knighti) – gatunek gryzonia z rodziny tukotukowatych (Ctenomyidae). Występuje w Ameryce Południowej, gdzie odgrywa ważną rolę ekologiczną. Siedliska tukotuko murawowego położone są na terenach argentyńskich prowincji Catamarca na północ od miasta Salta, na wysokości ponad 2000 m n.p.m..